# 刘明勤
刘明勤 Lao Meng Khin出生于柬埔寨华人。祖籍中国潮州，柬埔寨著名企业家，柬埔寨PHEAPIMEX GROUP集团董事长，现任柬埔寨人民党参议院议员。